# Измерительный усилитель

Схема типичного измерительного усилителя из 3-х операционных усилителей

Измери́тельный усили́тель, инструмента́льный усилитель, электрометри́ческий вычитатель — разновидность дифференциального усилителя с улучшенными параметрами — с очень малым входным смещением, малым температурным дрейфом, малым собственным шумом, высоким коэффициентом усиления, регулируемым в широких пределах изменением сопротивления одного резистора, очень высоким коэффициентом ослабления синфазного сигнала, очень высоким входным сопротивлением и малым входным током.
Такие усилители применяются, когда требуются высокая точность и кратковременная и долговременная стабильность схемы.
Применяются в измерительной технике, обработке сигналов различных датчиков и других, используется в измерительном и тестирующем оборудовании.

## Описание электрической схемы
Классическая электрическая схема измерительного усилителя показана на рисунке. Измерительный усилитель представляет собой двухкаскадный усилитель. Для повышения входного сопротивления входной каскад строят на двух отдельных усилителях и представляет собой дифференциальный усилитель, выполненный на двух связанных через резистор {\displaystyle R_{gain}} неинвертирующих усилителях. Второй каскад — обычный дифференциальный инвертирующий усилитель с высоким подавлением синфазного сигнала. Для подавления синфазного коэффициента передачи сопротивления верхних по схеме резисторов {\displaystyle R,\ R_{2},\ R_{3}} и нижних {\displaystyle R,\ R_{2},\ R_{3}} соответственно, должны быть равны с высокой точностью.
Буферные входные неинвертирующие усилители увеличивают входное сопротивление (импеданс) низкоимпедансного выходного дифференциального инвертирующего усилителя для дифференциального и для синфазного сигналов, так как сигнал подается непосредственно на вход входных операционных усилителей имеющих очень малые входные токи. Резистор {\displaystyle R_{\mathrm {gain} }} — общий для обоих входных неинвертирующих усилителей, изменением его сопротивления изменяют общий коэффициент усиления инструментального усилителя.
Коэффициент усиления выходного дифференциального инвертирующего усилителя равен:
{\displaystyle K_{\mathrm {Ud} }={\frac {R_{3}}{R_{2}}},}
дифференциальный коэффициент усиления напряжения всей схемы равен произведению коэффициентов усиления обоих каскадов:
{\displaystyle K_{U}=K_{\mathrm {Ud} }\cdot K_{\mathrm {Ub} }={\frac {V_{\mathrm {out} }}{V_{2}-V_{1}}}=\left(1+{2R \over R_{\mathrm {gain} }}\right){R_{3} \over R_{2}}.}

## Вывод коэффициента усиления инструментального усилителя
При этом анализе предполагается, что все операционные усилители идеальные, то есть с бесконечным коэффициентом усиления, нулевыми входными токами и нулевым напряжением входного смещения.
На выходе первого каскада на первом операционном усилителе (на рисунке слева сверху) выходное напряжение:
{\displaystyle Vi_{1}=V_{2}+\left(1+{R \over R_{\mathrm {gain} }}\right)\cdot \left(V_{1}-V_{2}\right),}
и на выходе второго операционного усилителя (слева снизу):
{\displaystyle Vi_{2}=V_{1}+\left(1+{R \over R_{\mathrm {gain} }}\right)\cdot \left(V_{2}-V_{1}\right).}
Эти выражения следуют из того, что за счет обратной связи и собственного бесконечно большого коэффициента усиления операционного усилителя напряжения на инвертирующих входах точно равны входным напряжениям на неинвертирующих входах а резисторы {\displaystyle R} и {\displaystyle R_{\mathrm {gain} }} образуют соответствующие делители напряжения.
Напряжение на неинвертирующем входе операционного усилителя второго каскада определяется делителем напряжения, состоящем из {\displaystyle R_{2}} и {\displaystyle R_{3}} и будет равно:
{\displaystyle Vd_{p}=Vi_{2}\cdot {R_{3} \over {R_{2}+R_{3}}}.}
Напряжение на его инвертирующем входе также определяется делителем напряжения, выполненном на другой паре резисторов {\displaystyle R_{2}} и {\displaystyle R_{3}}:
{\displaystyle Vd_{m}=V_{\mathrm {out} }-\left(V_{\mathrm {out} }-Vi_{1}\right)\cdot {R_{3} \over {R_{2}+R_{3}}}.}
Эти напряжения равны за счет действия обратной связи и собственного бесконечно большого коэффициента усиления операционного усилителя:
{\displaystyle Vi_{2}\cdot {R_{3} \over {R_{2}+R_{3}}}=V_{\mathrm {out} }-\left(V_{\mathrm {out} }-Vi_{1}\right)\cdot {R_{3} \over {R_{2}+R_{3}}},}
оттуда:
{\displaystyle V_{\mathrm {out} }=\left(Vi_{2}+V_{\mathrm {out} }-Vi_{1}\right)\cdot {R_{3} \over {R_{2}+R_{3}}},}
{\displaystyle V_{\mathrm {out} }\cdot \left(1+{R_{2} \over R_{3}}\right)=Vi_{2}+V_{\mathrm {out} }-Vi_{1},}
{\displaystyle V_{\mathrm {out} }\cdot {R_{2} \over R_{3}}=Vi_{2}-Vi_{1},}
и наконец:
{\displaystyle V_{\mathrm {out} }=\left(Vi_{2}-Vi_{1}\right)\cdot {R_{3} \over R_{2}}=}
{\displaystyle =\left(V_{1}+\left(1+{R \over R_{\mathrm {gain} }}\right)\cdot \left(V_{2}-V_{1}\right)-V_{2}-\left(1+{R \over R_{\mathrm {gain} }}\right)\cdot \left(V_{1}-V_{2}\right)\right)\cdot {R_{3} \over R_{2}}=}
{\displaystyle =\left(1+{2\cdot R \over R_{\mathrm {gain} }}\right)\cdot {R_{3} \over R_{2}}\cdot \left(V_{2}-V_{1}\right).}
Окончательно имеем:
{\displaystyle K_{U}=\left(1+{2\cdot R \over R_{\mathrm {gain} }}\right)\cdot {R_{3} \over R_{2}}}
Инструментальный усилитель может быть построен из отдельных дискретных компонентов — операционных усилителей и прецизионных резисторов. Несколько производителей (Texas Instruments, National Semiconductor, Analog Devices, Linear Technology и Maxim Integrated Products) выпускают готовые интегральные схемы инструментальных усилителей, при производстве которых применяется лазерная подстройка номиналов резисторов.